# San Marco in Lamis
San Marco in Lamis é uma comuna italiana da região da Puglia, província de Foggia, com cerca de 15.725 habitantes. Estende-se por uma área de 232 km², tendo uma densidade populacional de 68 hab/km². Faz fronteira com Apricena, Cagnano Varano, Foggia, Manfredonia, Monte Sant'Angelo, Rignano Garganico, San Giovanni Rotondo, San Severo, San Nicandro Garganico.

## Demografia
| Variação demográfica do município entre 1861 e 2011                               |
|                                                                                   |
| Fonte: Istituto Nazionale di Statistica (ISTAT) - Elaboração gráfica da Wikipedia |